# Haubicoarmata

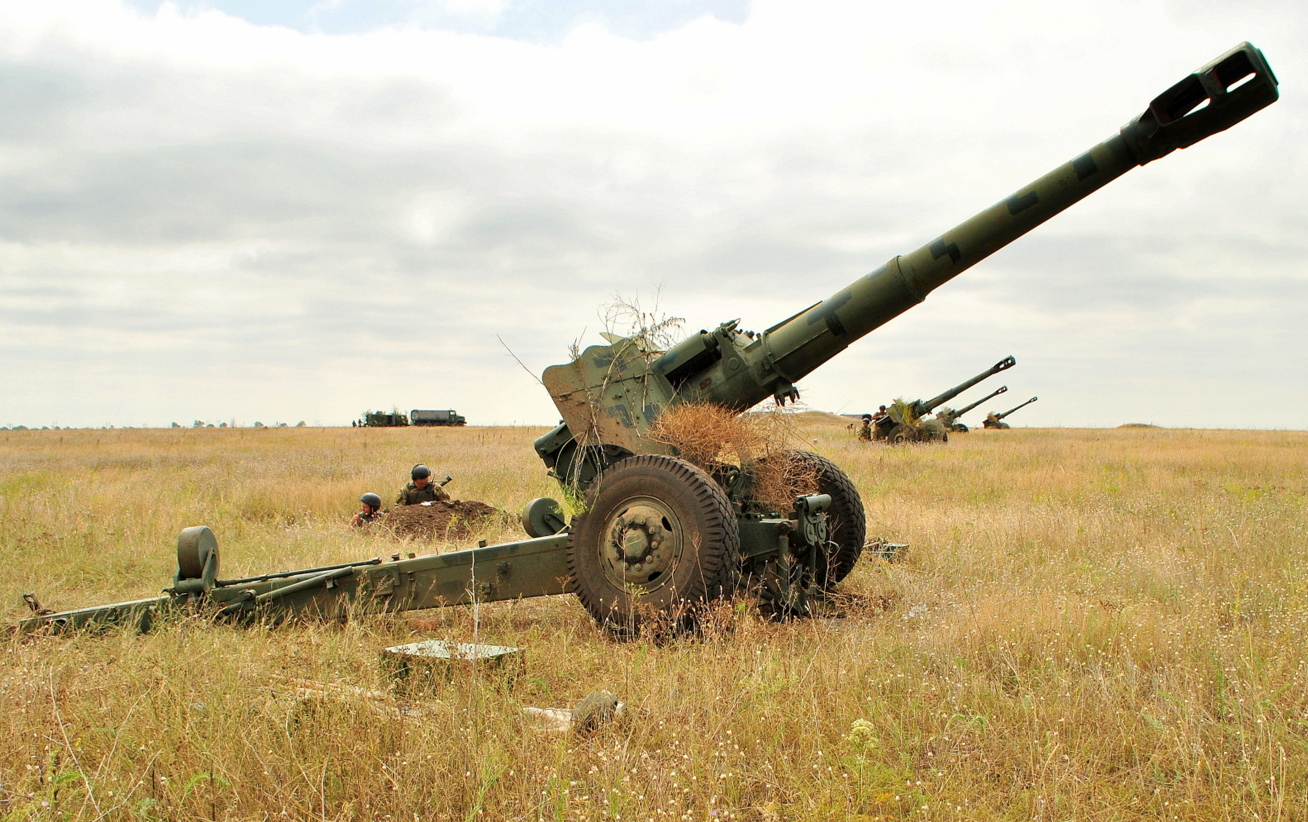
Haubicoarmata D-20

Haubicoarmata (armatohaubica) – działo łączące cechy haubicy i armaty, a więc zdolne zarówno do prowadzenia ognia stromotorowego jak i płaskotorowego. Obecnie na ogół utożsamiane z haubicami.
Działa tego typu są coraz częściej spotykane w uzbrojeniu współczesnych armii. Jej nowe konstrukcje zwane haubicami (np. 155 mm FH-70, 155 mm M198) są zwykle działami półautomatycznymi kalibru 105–203 mm.
Kąt ostrzału pionowego nie przekracza na ogół 65°. 

Długość lufy jest przeważnie mniejsza niż w armacie o tym samym kalibrze i wynosi 25-40 kalibrów.